# Golfo di Cugnana
Il golfo di Cugnana si trova ad Olbia, nella parte nord-est della Sardegna, nella regione storica e geografica della Gallura. Il golfo si trova nelle immediate vicinanze di Porto Rotondo e di Portisco, e ai piedi di Cugnana, massiccio granitico che raggiunge quota 650 metri. Si tratta di un vero e proprio porto naturale al riparo dai forti venti che caratterizzano la zona. Recentemente è stato costruito una marina (Marina di Cugnana) non protetto da bracci per l'ormeggio delle imbarcazioni.
La Cugnana, per la sua particolare natura, rappresenta la rada più sicura della zona marittima che va da Golfo Aranci a Poltu Quatu. Uniche problematiche per i naviganti, la bassa profondità e la presenza di una peschiera in concessione a privati.